# The Force Behind the Power
The Force Behind the Power – studyjny album amerykańskiej piosenkarki Diany Ross, który ukazał się w sprzedaży w 1991 roku. W przeciwieństwie do poprzedniego albumu artystki "Workin' Overtime", który zdominowany był przez utwory utrzymane w konwencji new jack swingu, "The Force Behind The Power" zawiera w większości spokojne ballady.
Album okazał się komercyjną klapą w Stanach Zjednoczonych (docierając jedynie do pozycji 116 na tamtejszej liście bestsellerów). W Europie zdołał odnieść duży sukces sprzedając się w ponad dwóch milionach egzemplarzy, zdobywając m.in. w Wielkiej Brytanii podwójną platynę. Album okazał się być również wielkim przebojem w Japonii.
W ramach promocji krążka Diana Ross opublikowała kilka singli, z których największą popularnością cieszyły się: "When You Tell Me That You Love Me" (który przez kilka tygodni okupował drugą pozycję na angielskiej liście przebojów), "One Shining Moment" (kolejny przebój TOP 10 w Anglii), "If We Hold On Together" (singel dotarł do pozycji 11 w Wielkiej Brytanii, ale dużo większy sukces odniósł w Japonii, gdzie przez ponad dwa i pół roku przebywał na tamtejszej liście przebojów, zyskując ostatecznie status najpopularniejszego singla zagranicznego artysty w historii japońskiej fonografii) i "Force Behind The Power" (przebój TOP 40 w Wielkiej Brytanii).
Album został wyprodukowany przez Petera Ashera, Jamesa Anothony Carmichaela i Steviego Wondera. W ramach promocji krążka Ross wyruszyła w światową trasę koncertową, która cieszyła się ogromną popularnością szczególnie w Europie, gdzie album sprzedawał się relatywnie najlepiej.

## Lista utworów
| 1.  | Change of Heart                          | 4:03  |
|     |                                          |       |
| 2.  | When You Tell Me That You Love Me        | 4:13  |
|     |                                          |       |
| 3.  | Battlefield                              | 3:35  |
|     |                                          |       |
| 4.  | Blame It on the Sun                      | 3:55  |
|     |                                          |       |
| 5.  | You're Gonna Love It                     | 5:11  |
|     |                                          |       |
| 6.  | Heavy Weather                            | 4:59  |
|     |                                          |       |
| 7.  | The Force Behind the Power               | 4:42  |
|     |                                          |       |
| 8.  | Heart (don't change my mind)             | 4:19  |
|     |                                          |       |
| 9.  | Waiting in the Wings                     | 4:52  |
|     |                                          |       |
| 10. | You And I                                | 4:09  |
|     |                                          |       |
| 11. | One Shining Moment                       | 4:48  |
|     |                                          |       |
| 12. | If We Hold on Together                   | 4:13  |
|     |                                          |       |
| 13. | No Matter What You Do (duet z Al.B.Sure) | 5:09  |
|     |                                          |       |
|     |                                          | 58:08 |
|     |                                          |       |
Single:
1. When You Tell Me That You Love Me
2. One Shining Moment
3. If We Hold on Together
4. The Force Behind the Power
5. Heart (Don't Change My Mind)
6. Waiting in the Wings (wydany tylko w USA)
7. Change Of Heart (wydany tylko w USA)

Dodatkowe informacje:
1. Amerykańska wersja albumu nie zawiera piosenek: "You And I", "If We Hold on Together" oraz "No Matter What You Do". Dodatkowo utwór "Waiting In The Wings" został zremiksowany.
2. Utwory: "Blame It on the Sun" i "The Force Behind the Power" zostały skomponowane przez Steviego Wondera, który prywatnie należy do grona bliskich przyjaciół Diany Ross.
3. Utwór "Heart (Don't Change My Mnd)" jest przeróbką znanego przeboju Barbry Streisand z 1984 roku.
4. Piosenka "If We Hold on Together" skomponowana przez Jamesa Hornera została umieszczona na ścieżce dźwiękowej do animowanego filmu Stevena Spielberga pt. "The Land Before Time".
5. "When You Tell Me That You Love Me" ukazało się ponownie na singlu w 2005 roku jako kolaboracja z zespołem Westlife. Singel zdołał dotrzeć do pozycji drugiej na angielskiej liście przebojów.